# درين كبود
درين كبود (بالإنجليزية: Darin Kabud)‏ هي مستوطنة تقع في قسم آزادلو الريفي في إيران. يقدر عدد سكانها بـ 137 نسمة .